# Формула-2

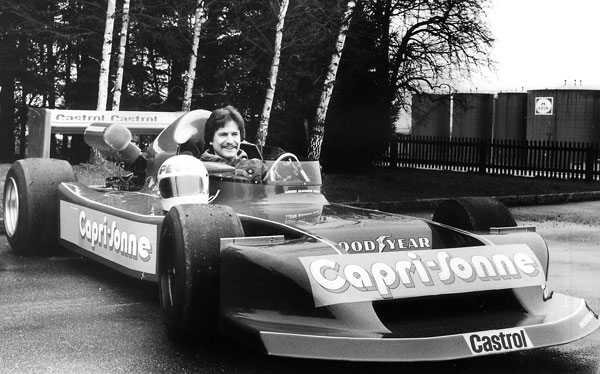
March-BMW Петера Шарманна, 1978 год

Фо́рмула-2 — класс автомобилей с открытыми колёсами, существующий с 1948 года. В иерархии ФИА серия занимает место между Формулой-1 и Формулой-3.

## Общая информация
История
Между мировыми войнами параллельно с гонками Гран-при существовали соревнования малолитражек, позволявшие малообеспеченным и неопытным пилотам-частникам проявить себя в мире автогонок. Также эти соревнования давали возможность участвовать в спорте на межнациональном уровне маленьким фирмам-автопроизводителям, не имеющим ресурсов для построения автомобилей для гонок Гран-при. К началу Второй мировой войны правила для малолитражек ограничивали объём двигателя полутора литрами (без нагнетателя), а автомобили Гран-при должны были иметь атмосферный двигатель объёмом не более 4,5 литров или двигатель с нагнетателем объёмом не более трех литров.
Формула-1 (первоначально под именем Formula-A) была создана сразу после войны: в 1946 году на основе требований к старым автомобилям Гран-при. Требования к атмосферным двигателям были оставлены прежними (4,5 литра), а вот объём двигателей с нагнетателем был уменьшен с трех литров до полутора для выравнивания шансов с техникой старого малолитражного класса. Подобные изменения не предполагали существования соревнований классом ниже Формулы-1, коими до этого служили малолитражки при соревнованиях автомобилей Гран-при. Количество потенциальных желающих выйти на старт гонок, впрочем, вскоре оказалось таковым, что к идее младшего класса вернулись и в 1948 году был введён регламент Формулы-2 (первоначально — Формула-B), допускавший в свои соревнования атмосферные двигатели объёмом два литра или силовые установки с нагнетателем объёмом 750 куб. см, максимально приблизив гоночные моторы к наиболее популярным серийным собратьям. Новые технические требования заинтересовали и большое число небольших частных фирм, быстро предложивших потенциальным участникам серии различные варианты автомобилей нового класса. Чемпионат быстро набрал популярность, дав мировому первенству многих сильных пилотов, а в 1952 году, когда прежний регламент Формулы-1 доказал свою нежизнеспособность, и стал на два года базовым для чемпионата мира.
Введение в 1954 году нового регламента Формулы-1 заметно снизило популярность гонок младшего класса, превратив его в испытательный полигон не только для молодых пилотов, но и для революционных технических решений. Так в эти годы в серии прошёл обкатку проект британской фирмы Cooper с революционным, по тем временам, задним расположением двигателя и независимой подвеской колёс, вскоре модернизированный под требования чемпионата мира и быстро доказавший свои явные преимущества и на том уровне. Сближение Регламентов Ф1 и Ф2 вскоре привело к ликвидации Формулы-2 как самостоятельного первенства — отдельные машины были доработаны до требований Формулы-1, а новые проекты с 1961 года строились уже под требования новой категории — Формулы-Юниор, предполагавшуюся в виде единого регламента для младших первенств и в 1959 году уже сменившей Формулу-3.
К 1964 году к идее Формулы-2 вновь вернулись, когда стало понятно, что концепция Формулы-Юниор нуждается в разбиении на более мелкие ступени, предложив всем желающим регламент старшего первенства, где силовая установка предполагалась в виде однолитрового четырёхцилиндрового двигателя без наддува. Новую концепцию поддержали производители и постепенно под новым регламентом стали возникать различные чемпионаты — сначала национальные, а к 1967 году была занята и наиболее престижная ниша: было организовано общеевропейское первенство. Под это событие в FIA согласились увеличить рабочий объём двигателей класса до 1,6 литров, а чтобы поднять престиж гонок дали возможность стартовать в них и пилотам чемпионата мира, правда не дав им возможности бороться за позиции в личном зачёте, оставив их результаты лишь в протоколах гонок. Регламент новой серии также допускал частную доработку купленных заводских двигателей, впоследствии повлияв на рост небольших компаний из бюро по доработки до статуса самостоятельных производителей. К 1972 году, впрочем назрела новая техническая революция: двигатели Ford вытеснили с рынка всех своих конкурентов по спортивным соображениям и федерации пришлось пересмотреть регламент на силовые установки, увеличив их рабочий объём до двух литров, а число цилиндров — до шести. Новый регламент дал увеличение числа производителей, но не слишком сказался в лучшую сторону на посещаемости. Гонки серии всё больше превращались в молодёжное первенство, а борьба за титул зачастую все менее зависела от чистой скорости пилота, завися от его опыта в таких гонках и уровня техники, предоставляемой ему командой. К началу 1980-х годов ситуация усугубилась, когда в серию пришла компания Honda, сама занимавшаяся постройкой и доработкой своих силовых агрегатов, а также помогая своей партнёрской компании Ralt в улучшении их шасси. Как итог их альянс, даже выставляя на гонки серии лишь по две машины, год за годом оказывался сильнее многих конкурентов, выиграв к 1985 году три из четырёх последних личных титулов в серии. Борьба с ними других команд привела к удорожанию участия в серии и к 1985 году назрела очередная смена регламента, упразднившая Формулу-2 как класс и введшее вместо неё Формулу-3000, куда японский автоконцерн уже решил не идти. Национальные чемпионаты Формулы-2 прожили дольше — некоторые были постепенно закрыты из-за дороговизны участия, а некоторые переняли регламент Ф-3000. Самым успешным из них стала японское первенство, до сих пор существующее, но уже под вывеской Суперформула.

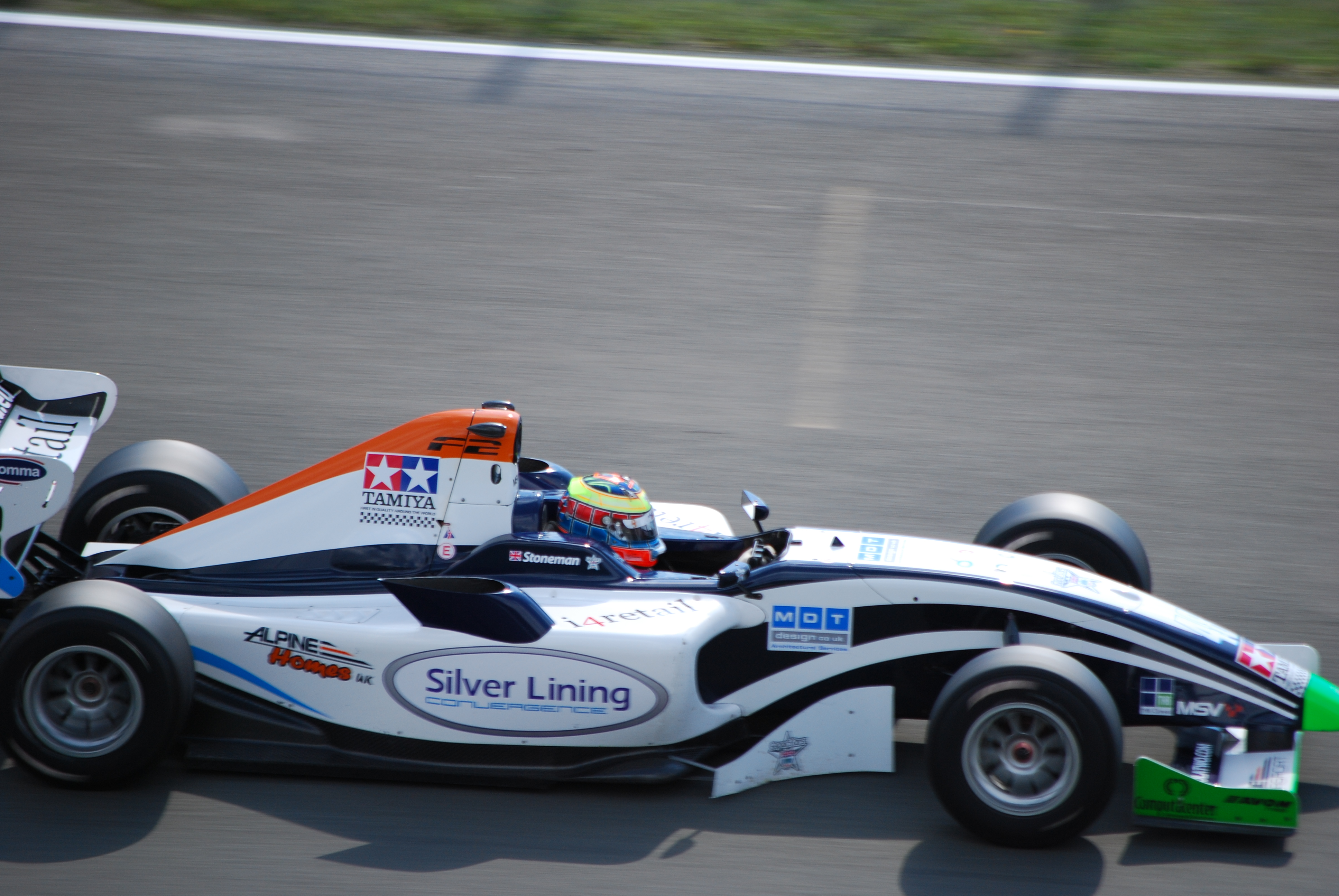
Williams-Audi Дина Стоунмена, 2010 год

В 2008 к идее Формулы-2 вернулись, когда в очередном эпизоде борьбы с всё возрастающими затратами FIA вновь решила удешевить старший класс своей «формульной» иерархии перед Формулой-1. При поддержке MotorSport Vision было создано монокомандное европейское первенство FIA Формула-2, в качестве конкурента тогда существовавшим в этой роли GP2 (ранее сменившим главное европейское первенство Формулы-3000) и Формулу-Рено 3.5. Серия просуществовала четыре сезона, но так и не вывела ни одного из своих призёров в Формулу-1 и накануне сезона-2013, из-за малости заявок, была закрыта.
В 2017 году на основе ликвидировавшегося GP2 была создана очередная версия Формулы-2.
Серии
Наиболее известные серии, существовавшие по данному регламенту или использовавшие его технику:
- Trophées de France
- Австралийская Формула-2
- Британская Формула-2
- Европейская Формула-2
- Мексиканская Формула-2
- ФИА Формула-2
- Японская Формула-2 (ныне Супер-Формула)